# أرنولد لانغ
أرنولد لانغ هو عالم حيوانات سويسري، ولد في 18 يونيو 1855 في أوفترينجين في سويسرا، وتوفي في 30 نوفمبر 1914 في زيورخ في سويسرا.